# بیژن
بیژن پسر گیو از پهلوانان نامدار شاهنامه است. او پسر جوان و ماجراجوی گیو و نوه دختری رستم بود. در شاهنامه بیژن که تنها فرزند گیو و در چشم پدر سخت عزیز است، غالباً از سوی پدر به خاطر خیره‌سری‌ها و جوانی‌کردن مورد ملامت قرار می‌گیرد. از ماجراهای مفصل بیژن می‌توان به داستان بیژن و گرازان و به تبع آن بیژن و منیژه و همچنین نجات گستهم و رساندن او به نزد سپاه کیخسرو اشاره کرد.

## بیژن در شاهنامه
از دیگر کارهای سترگ او (مندرج در شاهنامه) نبرد با فرود سیاوش، هومان پهلوانان تورانی در نبردی تن‌به‌تن و نیز کشتن رویین در جنگ دوازده رخ است.
درفش بیژن پرستار پیکر بود. او از دوستان بسیار نزدیک گستهم پسر گژدهم پهلوان ایرانی بود و در نبردهای ایرانیان به کین‌خواهی سیاوش در زمان پادشاهی کیخسرو، دست کم گستهم را دو بار از مرگ نجات داد. بیژن در پایان جنگ دوازده‌رخ:
| بدو گفت گودرز بشتاب پیش   |  | اگر نیست مهر تو بر جان خویش |
| نیابی همی سیری از کارزار  |  | کمربند و ببسیچ و سر بر مخار |
| نسوزد همانا دلت بر پدر    |  | که هزمان مر او را بسوزی جگر |
| چو بشنید بیژن فرو برد سر  |  | زمین را ببوسید و آمد به در  |
| بر آرم همی گفت از کوه خاک |  | بدین جنگ جستن مرا زو چه باک |

بیژن در نهایت به همراه پدرش گیو و عمویش رُهام و بسیاری دیگر از پهلوانان، پس از عروج کیخسرو از کوه به آسمان، در راه برگشت در میانهٔ این رشته کوه در توفان برف و کولاک شدید ناپدید شد.
منظومه‌ای نیز به نام بیژن نامه وجود دارد در حدود ۱۴۰۰ تا ۱۹۰۰ بیت از عطایی رازی شاعر برزونامه. بخش بزرگی از آن از داستان بیژن و گرازان و بیژن و منیژه است.

## بیژن در ادبیات فارسی
شخصیت بیژن در ادبیات فارسی به ویژه با اشاره به داستان بیژن و منیژه و افتادن بیژن در چاه افراسیابی به وفور دیده می‌شود. در زیر نمونه‌هایی ذکر می‌شود:
- شبی چون چاه بیژن تنگ و تاریک   /   چو بیژن در میان چاه او من
ثریا چون منیژه بر سر چاه   /   دو چشم من بدو چون چشم بیژن (منوچهری)
- شب آنجا ببودم به فرمان پیر / چو بیژن به چاه بلا در اسیر (سعدی)
- چو مهر آمد برون از چاه بیژن / شد از نورش جهان را دیده روشن (نظامی گنجوی)
- از برای عز دیدار سیاوخشی و شش   /   همچو بیژن بند کن در چاه خواری جاه را (سنائی)
- زرق آن زن را با بیژن نشنودی   /   که چه آورد به آخر به سر بیژن؟ 
همچو بیژن به سیه چاه درون مانی   /   ای پسر، گر تو به دنیا بنهی گردن 
چون همی بر ره بیژن روی ای نادان   /   پس چه گوئی که نبایست چنان کردن؟ (ناصرخسرو)

## بیژن تاریخی (اشکانی)
احتمالاً شخصیت بیژن همچون بسیاری دیگر از گودرزیان اصالت اشکانی داشته‌است. بیژن را گاه نام خانوادگی اخلاف گودرز می‌دانند. در پژوهشی شخصیت تاریخی بیژن با اوبوزان هندوپارتی یکی دانسته شده است.

## تبارنامه
|  |  |  |  |  |  |          |          |          |          |          |          |      |      |      |      |      |      | کشواد |       |       |       |       |       |  |  |  |  |  |  |          |          |          |          |          |          |  |  |
|  |  |  |  |  |  |          |          |          |          |          |          |      |      |      |      |      |      |       |       |       |       |       |       |  |  |  |  |  |  |          |          |          |          |          |          |  |  |
|  |  |  |  |  |  | رستم     | رستم     | رستم     | رستم     | رستم     | رستم     |      |      |      |      |      |      | گودرز | گودرز | گودرز | گودرز | گودرز | گودرز |  |  |  |  |  |  |          |          |          |          |          |          |  |  |
|  |  |  |  |  |  | رستم     | رستم     | رستم     | رستم     | رستم     | رستم     |      |      |      |      |      |      | گودرز | گودرز | گودرز | گودرز | گودرز | گودرز |  |  |  |  |  |  |          |          |          |          |          |          |  |  |
|  |  |  |  |  |  | بانوگشسپ | بانوگشسپ | بانوگشسپ | بانوگشسپ | بانوگشسپ | بانوگشسپ |      |      |      |      |      |      | گیو   | گیو   | گیو   | گیو   | گیو   | گیو   |  |  |  |  |  |  | افراسیاب | افراسیاب | افراسیاب | افراسیاب | افراسیاب | افراسیاب |  |  |
|  |  |  |  |  |  | بانوگشسپ | بانوگشسپ | بانوگشسپ | بانوگشسپ | بانوگشسپ | بانوگشسپ |      |      |      |      |      |      | گیو   | گیو   | گیو   | گیو   | گیو   | گیو   |  |  |  |  |  |  | افراسیاب | افراسیاب | افراسیاب | افراسیاب | افراسیاب | افراسیاب |  |  |
|  |  |  |  |  |  |          |          |          |          |          |          |      |      |      |      |      |      |       |       |       |       |       |       |  |  |  |  |  |  |          |          |          |          |          |          |  |  |
|  |  |  |  |  |  |          |          |          |          |          |          | بیژن | بیژن | بیژن | بیژن | بیژن | بیژن |       |       |       |       |       |       |  |  |  |  |  |  | منیژه    | منیژه    | منیژه    | منیژه    | منیژه    | منیژه    |  |  |
|  |  |  |  |  |  |          |          |          |          |          |          | بیژن | بیژن | بیژن | بیژن | بیژن | بیژن |       |       |       |       |       |       |  |  |  |  |  |  | منیژه    | منیژه    | منیژه    | منیژه    | منیژه    | منیژه    |  |  |